# Liễu Hạnh

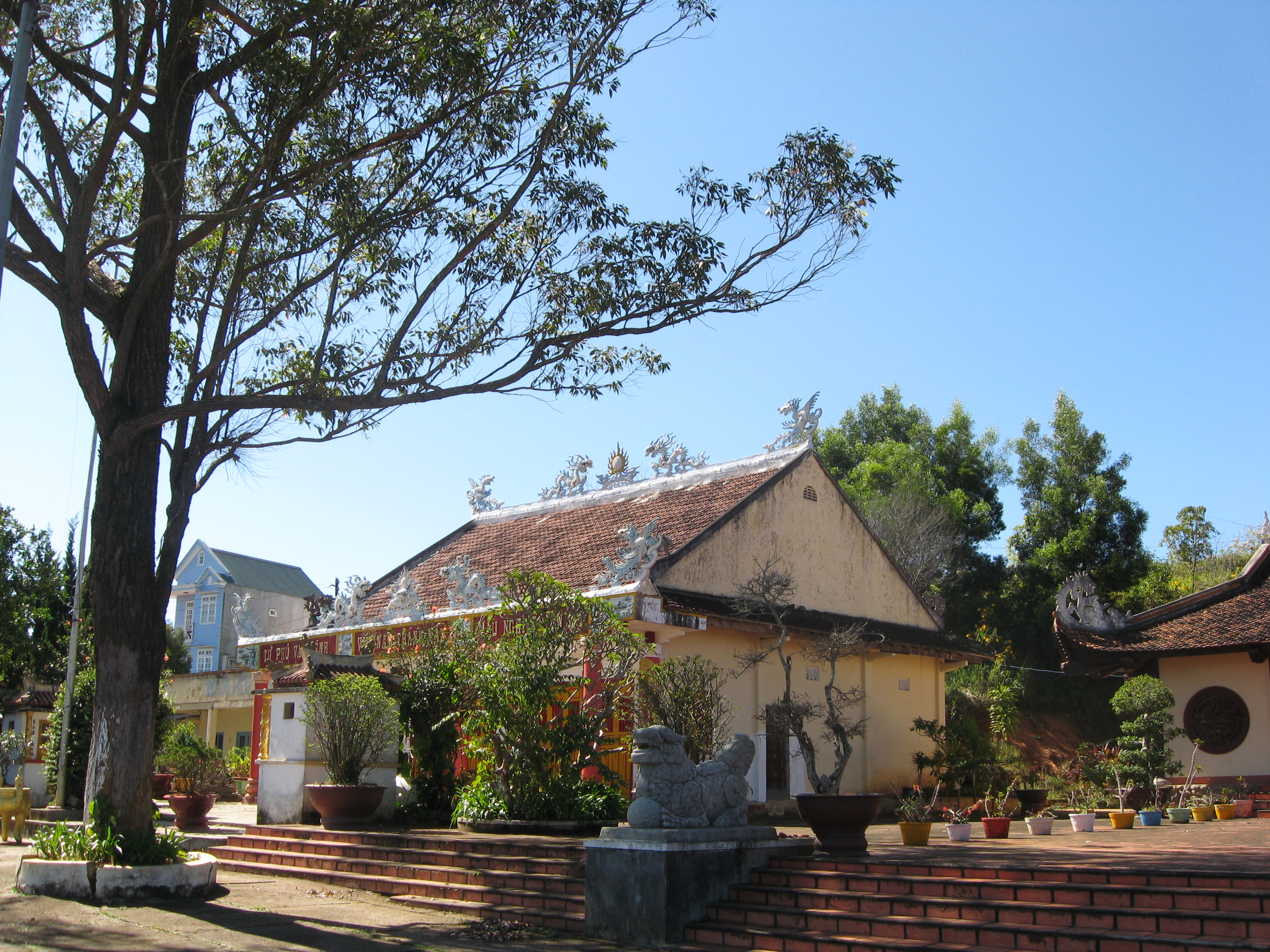
Tempel helgat åt Prinsessan Liễu Hạnh.

Prinsessan Liễu Hạnh (vietnamesiska: Liễu Hạnh Công chúa, chữ Hán: 柳杏公主), är en vietnamesisk gudinna. Hon tillhör den ursprungliga vietnamesiska folkreligionen snarare än den buddhism som senare kom till Vietnam, den så kallade thanismen, och betraktas som en av "De fyra odödliga" inom denna. Hon ingår i moderskulten Đạo Mẫu och en festival firas till hennes ära. Hon betraktas som himmelsrikets drottning. Det är omtvistat huruvida hon ursprungligen var en människa. 